# Footwork FA16
El Footwork FA16 fue un coche de Fórmula 1 diseñado por Alan Jenkins y utilizado por el equipo Footwork en la temporada 1995 de Fórmula 1. El coche estaba propulsado por un motor Hart V8 de 3 litros y calzaba neumáticos Goodyear. Inicialmente fue conducido por el italiano Gianni Morbidelli, que estaba en su segunda temporada con el equipo, y el piloto japonés Taki Inoue. Otro italiano, Max Papis, sustituyó a Morbidelli a mitad de temporada por los problemas económicos del equipo.

## Desarrollo
El FA16 era una versión desarrollada del FA15. Al principio resultó ser bastante competitivo, pero el equipo carecía de presupuesto para realizar pruebas y desarrollo. El chasis no era el eslabón débil, pero el motor Hart tenía poca potencia y era poco confiable.

## Historia
Hasta la última carrera de la temporada, parecía que el punto de Morbidelli en Canadá no se sumaría, pero un alto índice de desgaste llevó al italiano a conseguir su primer podio. Esto fue una verdadera inyección de moral, especialmente después de haber sido reemplazado por el inexperto Papis durante siete Grandes Premios.
Papis fue en general más rápido que Inoue, quien es recordado principalmente por sus dos incidentes con el safety car del circuito más que por su llegada tardía. En Mónaco, su coche estaba siendo remolcado de regreso a boxes después de terminar la práctica, cuando fue golpeado por el safety car de la pista a una velocidad lo suficientemente alta como para volcarlo. Inoue todavía estaba en el coche sin cinturón de seguridad y fue arrojado por el accidente. Todavía llevaba el casco, lo que le salvó de una lesión grave y participó en la carrera.
En Hungaroring, el propio Inoue fue atropellado por el safety car. Su FA16 había sufrido una falla en el motor, y la prisa de Inoue por conseguir un extintor de incendios hizo que se desviara en el camino del safety car que se acercaba, que lo golpeó lo suficientemente fuerte como para derribarlo. Una vez más, no resultó gravemente herido.
El equipo finalmente terminó octavo en el Campeonato de Constructores, con cinco puntos. El podio de Morbidelli le permitió clasificarse por delante de Tyrrell, que obtuvo el mismo número de puntos.
El FA16 fue reemplazado para la temporada 1996 por el Footwork FA17.

## Resultados
(Clave) (negrita indica pole position) (cursiva indica vuelta rápida)

| Año     | Motor   | Neu. | N.º | Pilotos           | 1   | 2   | 3   | 4   | 5   | 6   | 7   | 8   | 9   | 10  | 11  | 12  | 13  | 14  | 15  | 16  | 17  | Puntos | Pos. |
| ------- | ------- | ---- | --- | ----------------- | --- | --- | --- | --- | --- | --- | --- | --- | --- | --- | --- | --- | --- | --- | --- | --- | --- | ------ | ---- |
| 1995    | Hart V8 | G    |     |                   | BRA | ARG | SMR | ESP | MON | CAN | FRA | GBR | GER | HUN | BEL | ITA | POR | EUR | PAC | JPN | AUS | 5      | 8º   |
| 1995    | Hart V8 | G    | 9   | Gianni Morbidelli | Ret | Ret | 13  | 11  | 9   | 6   | 14  |     |     |     |     |     |     |     | Ret | Ret | 3   | 5      | 8º   |
| 1995    | Hart V8 | G    | 9   | Max Papis         |     |     |     |     |     |     |     | Ret | DNS | Ret | Ret | 7   | DNS | 12  |     |     |     | 5      | 8º   |
| 1995    | Hart V8 | G    | 10  | Taki Inoue        | Ret | Ret | Ret | Ret | Ret | 9   | Ret | Ret | Ret | Ret | 12  | 8   | 15  | DNS | Ret | 12  | Ret | 5      | 8º   |
| Fuente: |         |      |     |                   |     |     |     |     |     |     |     |     |     |     |     |     |     |     |     |     |     |        |      |